# Pizzo Diei
Il Pizzo Diei (2.906 m s.l.m.) è una montagna delle Alpi del Monte Leone e del San Gottardo nelle Alpi Lepontine. 

## Descrizione

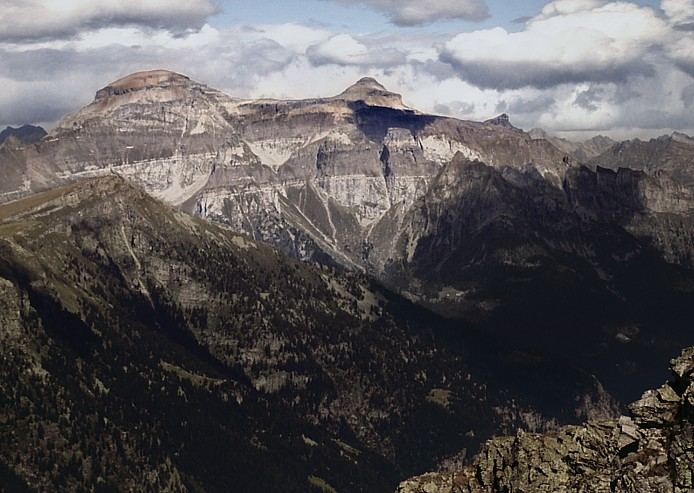
Il Pizzo Dei (a sinistra); a destra Monte e Corno Cistella

La montagna si trova sulla catena secondaria che, staccandosi dalla catena principale alpina, separa la val Cairasca (a sud-ovest) dalla Val Devero. Il colle di Ciamporino (2.191 m) lo separa verso ovest dalla punta della Sella (2.464 m), mentre ad est il crinale prosegue con il monte Cistella. È considerata una delle più belle montagne dell'Ossola.

## Storia
Al Pizzo Diei sono legate antiche leggende, secondo le quali la zona era frequentata dal diavolo e dalle streghe; si tratta di storie legate forse alla natura aspra e inospitale dell'altopiano che costituisce la cima del monte, roccioso e spazzato dal vento.

## Accesso alla vetta
Il Pizzo Diei si può raggiungere dall'Alpe Ciamporino  (1.958 m), alla quale volendo si può arrivare con una seggiovia che parte da San Domenico di Varzo (1.420 m). La salita può essere concatenata con quella del vicino monte Cistella. Pur non presentando difficoltà alpinistiche, il percorso è sconsigliato con il cattivo tempo e in caso di innevamento perché l'orientamento potrebbe essere problematico.

## Punti di appoggio
- Bivacco Leoni (CAI di Domodossola, 2.803 m s.l.m.), situato alla base del vicino Monte Cistella.

## Tutela naturalistica
Il versante settentrionale della montagna ricade nel parco naturale regionale Alpe Veglia e dell'Alpe Devero.